# Air-Conditioning show
Air-Conditioning Show (с англ. Шоу кондиционирования воздуха) – это инсталляция современного искусства, выполненная группой британских концептуальных художников Искусство и язык. Эта инсталляция представляет собой включенный кондиционер, установленный в музейном помещении разного размера и температуры, производящий определенный объем кондиционированного воздуха.

## История
Художественная группа, созданная в 1968 году, в течение десяти лет создавала очень много текстов на разных основах. Как правило, это были саморефлексивные тексты или критика. Кроме того, участники этой группы издавали книгу художников Искусство языка. Инсталляция под названием Air-Conditioning Show была впервые представлена в 1966-1967 гг. в виде проекта, тексты и эскизы которого были розданы художниками. Затем последовала серия выставок, сопровождаемая этими же документами. Эта инсталляция сопровождается учебными текстами (Study for the Air-Conditioning Show), техническими подробностями об используемом оборудовании (Three Vocabularies for the Air Show), а также общими замечаниями (Remarks on Air-Conditioning and Frameworks - Air Conditioning).

## Анализ
Цель инсталляции заключается не столько в том, чтобы обозначить новый, более или менее необычный объект как произведение искусства, сколько в том, чтобы поставить под сомнение наши самые устоявшиеся убеждения о природе искусства и его связи с контекстом, как дискурсивным, так и институциональным. Подчеркивая контекст и окружающую обстановку, а именно объединение разрозненных объектов в определенном месте, Air-Conditioning Show не показывает ничего, кроме самого пространства и, в конкретном случае, системы терморегулирования музея.